# Bronkkonstriktion
Bronkkonstriktion är när lungans luftvägar drar ihop sig genom att dess glatta muskulatur kontraherar. Också förträngning av luftvägarna på grund av slem kallas för bronkkonstriktion. Symptom är hosta, ronki och andnöd. Bronkkonstriktion är ett obstruktivt tillstånd.

## Fysiologi
Orsaken till bronkkonstriktion är att postgangliona parasympatiska nervfibrer frigör acetylkolin vid luftvägarnas glatta muskler (så kallade Reisseissenmuskler). Därför kan bronkkonstriktion behandlas med lokalverkande antikolinerga läkemedel.
Bronkkonstriktion kan även orsakas av slem, speciellt vid cystiskt fibros. 
Andningssvårigheterna som uppstår vid bronkkonstriktion beror delvis på de förträngda luftvägarna i sig, vilket ökar resistensen. Dock påverkas förmågan att andas ut speciellt mycket, vilket har en egen mekanism bakom. Detta beror på ett fenomen som kallas dynamisk kompression, och som är en effekt som syns vid snabbare genomflöde. Dynamisk kompression innebär att det blir en tryckgradient över luftvägen, sett i genomskärning. Det lägre trycket mot luftvägarnas sidor och ända kommer att göra att luftvägarnas väggar drar sig inåt, och kan täppa till.
Detta är ett fenomen som många astmatiker ofta lär sig hantera genom att andas mot ett motstånd, exempelvis halvslutna läppar. På så vis jämnas tryckgradienten ut över hela luftvägen, vilket "spänner upp" luftvägarna.

## Orsaker
- Emfysem är en stor bidragande orsak, vid emfysem bildas stora mängder slem i luftvägarna, som kommer att täppa till.
- Ansträngningsutlöst astma, där personen som lider av det överreagerar på den stora mängd kall, torr luft som man utsätts för när andningsfrekvensen ökar, speciellt under vintermånaderna då luften både är kallare och torrare. Motionärer som drabbas av detta kan använda en speciell mask, som hjälper till att fukta och värma inandningsluften.
- Allergiska reaktioner, inklusive "klassisk" astma, är också en vanlig orsak. Denna form av bronkkonstriktion behandlas oftast med beta-2-adrenerga agonister, som har bronkdilaterande verkan.